# Flûte harmonique
A Flûte harmonique az orgona egyik ajakregisztere.

## Leírás
8' vagy 4' (Flûte octaviante) változatban készülő átfújó regiszter. A fuvolák csoportjába tartozik. Ajaksíp, alacsony felvágással. A síptest falában a testmagasság 3/7-nél található egy kis lyuk, amely elősegíti azt, hogy a bezárt légoszlop – a sípban – két félre (és ezek páros számú többszöröseire) osztva rezegjen. Ezáltal az alaphang nem szólal meg, mivel a  síp felhangskálája a második felhangnál, és nem az alaphangnál kezdődik.

## Változatok
| - Flageolet harmonique (2') - Flûte octaviante harmonique - Flûte octavin harmonique | - Flûte traversière - Harmonic claribel - Harmonic cornet | - Harmonic piccolo - Nasard harmonique - Principal flûte | - Solo harmonic flûte |